# Auferstehungskirche (Zwettl)

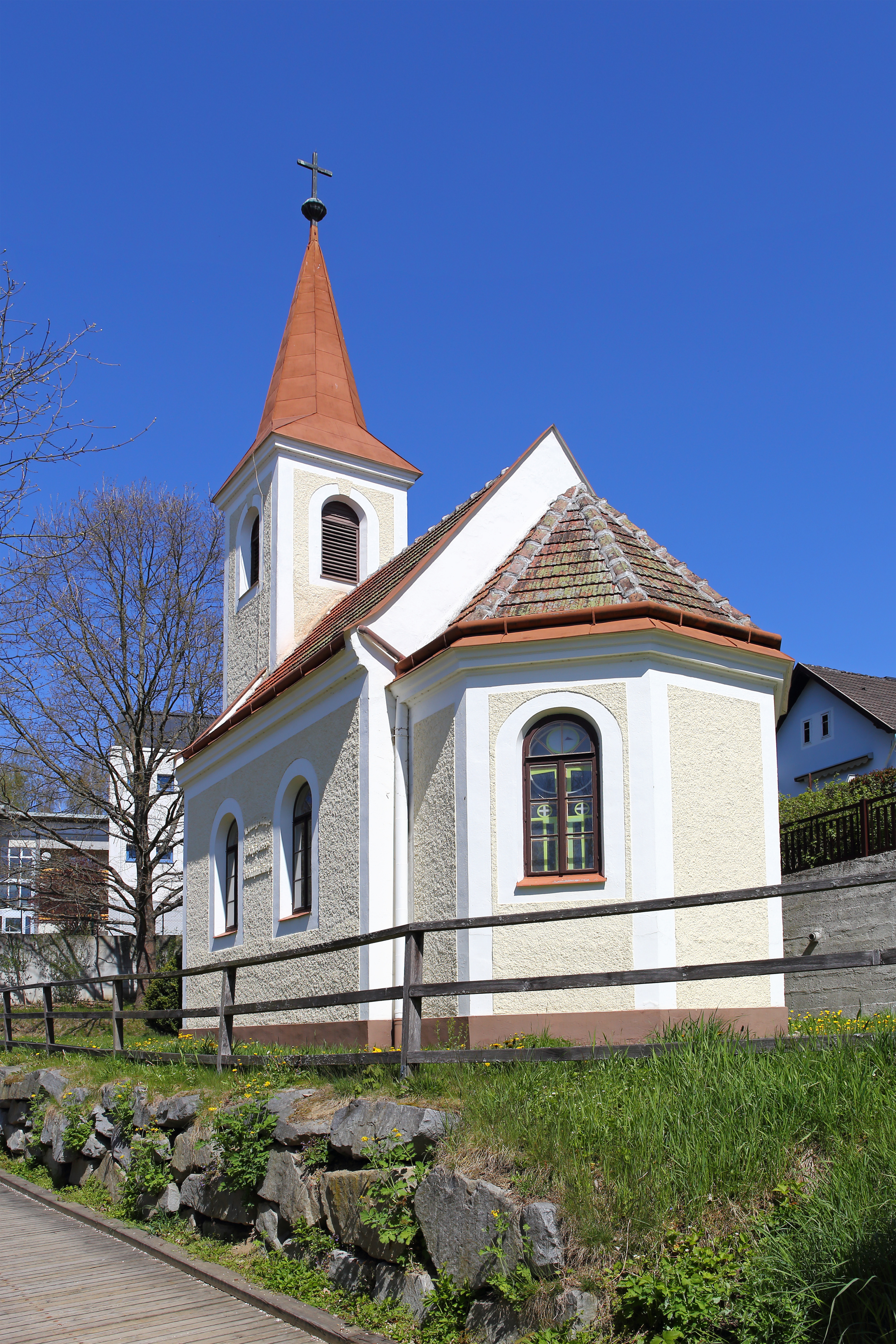
Evangelische Auferstehungskirche in Zwettl-Niederösterreich

Die Auferstehungskirche ist die evangelische Kirche der Stadt Zwettl in Niederösterreich. Als Filialkirche der Pfarrgemeinde Horn-Zwettl in der Evangelischen Kirche A.B. in Österreich gehört sie zur Evangelischen Superintendentur Niederösterreich. Die Kirche steht unter Denkmalschutz.

## Geschichte
Die früher auch als Schönerer-Gedächtniskirche bezeichnete Zwettler Auferstehungskirche wurde von dem Gutsherrn auf Schloss Rosenau, Georg von Schönerer, gestiftet, einem deutsch-nationalen Politiker und Begründer der Los-von-Rom-Bewegung um 1900, die auf eine „Re-Protestantisierung“ Österreichs und eine stärkere Orientierung am protestantisch-preußisch dominierten Deutschen Kaiserreich zielte. Die Kirche wurde im Jahre 1903 erbaut und am Ostermontag des Jahres 1904 geweiht.

## Architektur
Der im Heimatschutzstil errichtete Kirchenbau ist in schlichten Formen als einfache Saalkirche mit eingezogener fünfseitiger Apsis und vorgestelltem Westturm mit Spitzhelm gestaltet. Sein Innenraum ist zweijochig über Gurtbögen kreuzgrat-, in der Apsis kreuzrippengewölbt.

## Ausstattung
Der Kirchenraum erhielt 1992 eine von Helga Jurenitsch gestaltete Einrichtung. Die Verglasung der in der Glasmalerei-Werkstätte Schlierbach ausgeführten Glasfenster entwarf die Zwettler Künstlerin Linde Waber, die Bronze-Figur des Auferstandenen Christus schuf Josef Elter.